# 納沃伊廣場
納沃伊廣場，是烏茲別克斯坦安集延州首府安集延市中心的廣場，原名巴布爾廣場。
在2005年5月13日，發生了軍人槍殺平民的安集延事件。